# Улица Баумана (Ростов-на-Дону)
У́лица Ба́умана — улица в центре Ростова-на-Дону. Проходит через 2 района города, Кировский и Ленинский, от Ворошиловского проспекта до переулка Соляной спуск.
Начало улицы Баумана примыкает к переулку Соляной Спуск и продолжается в востном направлении по прямой до Ворошиловского проспекта, примыкая к нему. В западной части улицы её разделяет Будёновский проспект.

## История
Историческое название — Воронцовская.
Улица была обозначена на плане города ещё при первой планировке в 1811 году.
До революции 1917 года — это типичная прибрежная улица в районе портовых трущоб старого Ростова. Ограниченная с востока Большой Столыпинской улицей (ныне — Ворошиловский проспект), а с запада Таганрогским (ныне — Буденовским) проспектом, она была едва ли не самой короткой улицей города.
В 1930 году была переименована в улицу Баумана в честь русского революционера Н. Э. Баумана (погибшего в 1905 году, в память 25-летия его смерти).

## Архитектура зданий
| Номер дома | Изображение | Архитектура |
| ---------- | ----------- | --- |
| 14         |             | Доходный дом (Ныне жилой дом) Здание построено в начале XX века. В оформлении использованы композиционные приёмы и элементы декора неоклассического направления модерна. В асимметричной композиции фасада преобладают крайние раскреповки с доминирующей восточной, завершённой аттиком, сложной конфигурацией. Облик здания также определяют: рустовка первого этажа, обрамление прямоугольных оконных проёмов второго этажа наличниками, полуциркульные окна-лопатки и архивольты с замковыми камнями. Сохранились парадные дверные полотна с остеклёнными фрамугами с характерным для модерна стилизованным, геометрическим рисунком переплётов. Здание трёхэтажное, с подвалом и двухскатной крышей, прямоугольное в плане, заменены балконы, над парадными входами устроены современные козырьки, заложены несколько проёмов подвала, два других растесаны с устройством новых входов. Центральный элемент фоновой застройки начала XX века- доходный дом переходного периода от эклектики к модерну. |
| 16         |             | Жилой дом Ф, Дороговцева и А. Новиковой. (Ныне жилой дом) Здание построено в конце XIX — начале XX века. Его архитектурно-художественный облик определяет кирпичный декор: декоративные лопатки в простенках, геометрические вставки подоконных ниш, поребрик над окнами основного этажа, фризовый аркатурный пояс, карниз с зубчиками. Здание одноэтажное с цокольным этажом, сложной конфигурации в плане, с многоскатной крышей, с кирпичным декором. В 1913 году дом принадлежал А. Дороговцеву и А. Новиковой. Здание является центральный элемент фоновой застройки. |
| 28         |             | Жилой дом. Здание построено в третьей четверти XIX века. В оформлении его использованы классицистический декор и орнаментальные мотивы русского народного зодчества. В композиции фасада выделены две крайние раскреповки (западная с арочным проездом), акцентируемые на втором этаже ионическими пилястрами и вторым фризовыми поясами с геометрическим орнаментом. Архитектурно-художественный облик здания формирует кирпичный и штукатурный декор. Своеобразие фасаду придают дополнкния низа подоконх вставок и пилястр геометрическими композициями с крестовидным элементом. Утрачены полотна ворот и проезд, кирпичный и штукатурный декор имеет местные повреждения. Памятник гражданской архитектуры третьей четверти XIX века. Дом отображает поиски стиля обращённые к традициям русского народного зодчества. |
| 30         |             | Жилой дом Н. А. Чебатаревой. Ныне жилой дом. Здание построено в последней четверти XIX века по «образцовому» проекту начала века. Фасад решён просто и лаконично. Архитектурно-художественный облик постройки определяют: обрамление дверного и оконных проёмов каннелированными лопатками и прямоугольным профилированными садриками, подоконные ниши, цокольная и подоконная тяга, карниз, лопатки, фланкирующие края фасада и др. В створе с домом устроены арочные ворота, их первоначальная полнота утрачены. Здание одноэтажное с подвалом и четырёхскатной крышей, кирпичное. Ценный элемент фоновой застройки последней четверти XIX века в стиле классицизм. |
| 52         |             | Доходный дом. Ныне жилой. Здание построено в 1910-е годы в стиле модерн. В симметричной композиции фасада доминирует центральная раскреповка с аттиком (частично разобран) и ритм простеночных гигантских лопаток, крайние завершены парапетными трубами. Архитектурно-художественный фвсада формируют: архивольты полуциркульных окон верхнего этажа, геометрические вставки в венчающих частях лопаток, сандрики над большим окном лестничной клетки. Сохранилась парадная филёнчатая дверь. Утрачены завершения парапетных тумб и аттиков, устроен вход с фасада в цокольный этаж. Памятник архитектуры начала XX века-стиль модерн, доминирует в застройки улицы. |
| 54         |             | Жилой дом А. Поповой. Ныне жилой дом Здание построено в середине XIX века в стиле классицизм с использованием «образцового» проекта. Фасад решён прост и лаконично с филёнками. Архитектурно-художественный облик определяют: профилированные наличники окон первого этажа, контрналичники и сандрики второго, подоконные ниши, фриз с розетками над окнами и шринками над лопатками. Утрачена парадная двухстворчатая дверь. В 1913 году дом принадлежал А. Поповой. Памятник гражданской архитектуры середины XIX века, один из немногих сохранившихся домов в стиле классицизма. |
| 58         |             | Доходный дом М. С. Китаева. Ныне жилой дом. Здание построено в последней четверти XIX века с использованием «образцового» проекта первой половины века. Фасад прост и лаконичен. Архитектурно-художественный облик определяют: профилированные наличники окон первого этажа, контрналичники второго. Своеобразие фасаду придаёт декоративный штукатурный междуэтажный пояс, использован с мотивом русского народного зодчества. Здание прямоугольное в плане, двухэтажное, с четырёхскатной крышей, кирпичное, оштукатуренное, со штукатурным декором по фасаду. В 1913 году дом принадлежал М. С. Китаеву. Памятник гражданской архитектуры последней четверти XIX века. |
| 60         |             | Жилой дом Х. В. Черновой. Ныне жилой дом. Здание построено в 1870-е годы в неоклассическом стиле. Фасад решён просто и лаконично. Его архитектурно-художественный облик определяют кирпичный декор: наличники первого этажа (ныне оштукатуренные) с декоративными замками, контрналичники второго этажа дополненные прямоугольными сандриками с зубчатками, подоконные ниши, междуэтажная тяга с зубчиками и др. Фасад дома потрескавшийся, многое было утрачено. Здание прямоугольное в плане, двухэтажное с подвалом и многоскатной крышей, кирпичное. В 1913 году дом принадлежал Х. В. Черновой. Памятник гражданской архитектуры последней четверти XIX века. |

## Фотогалерея

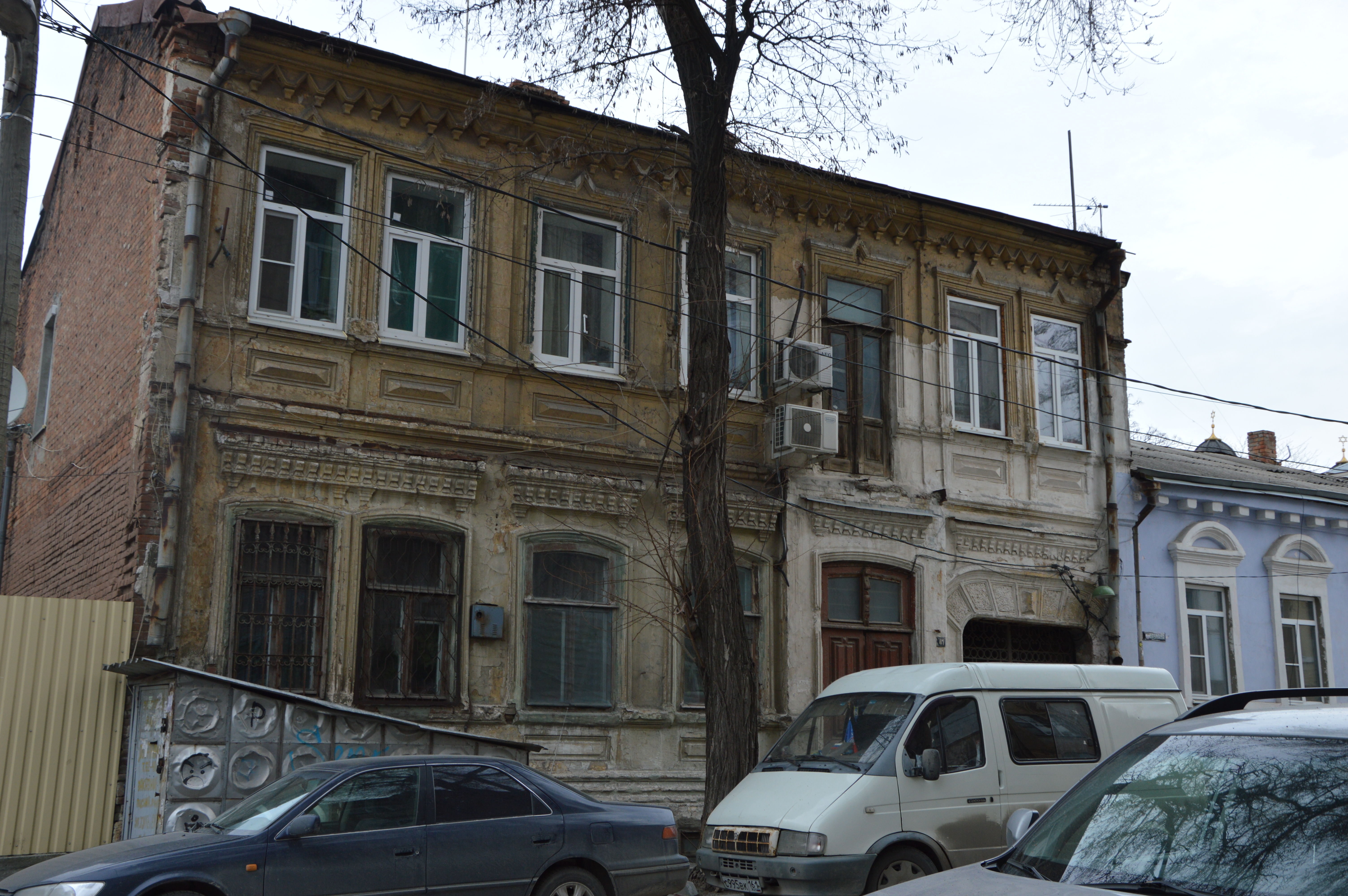
Жилой дом № 41
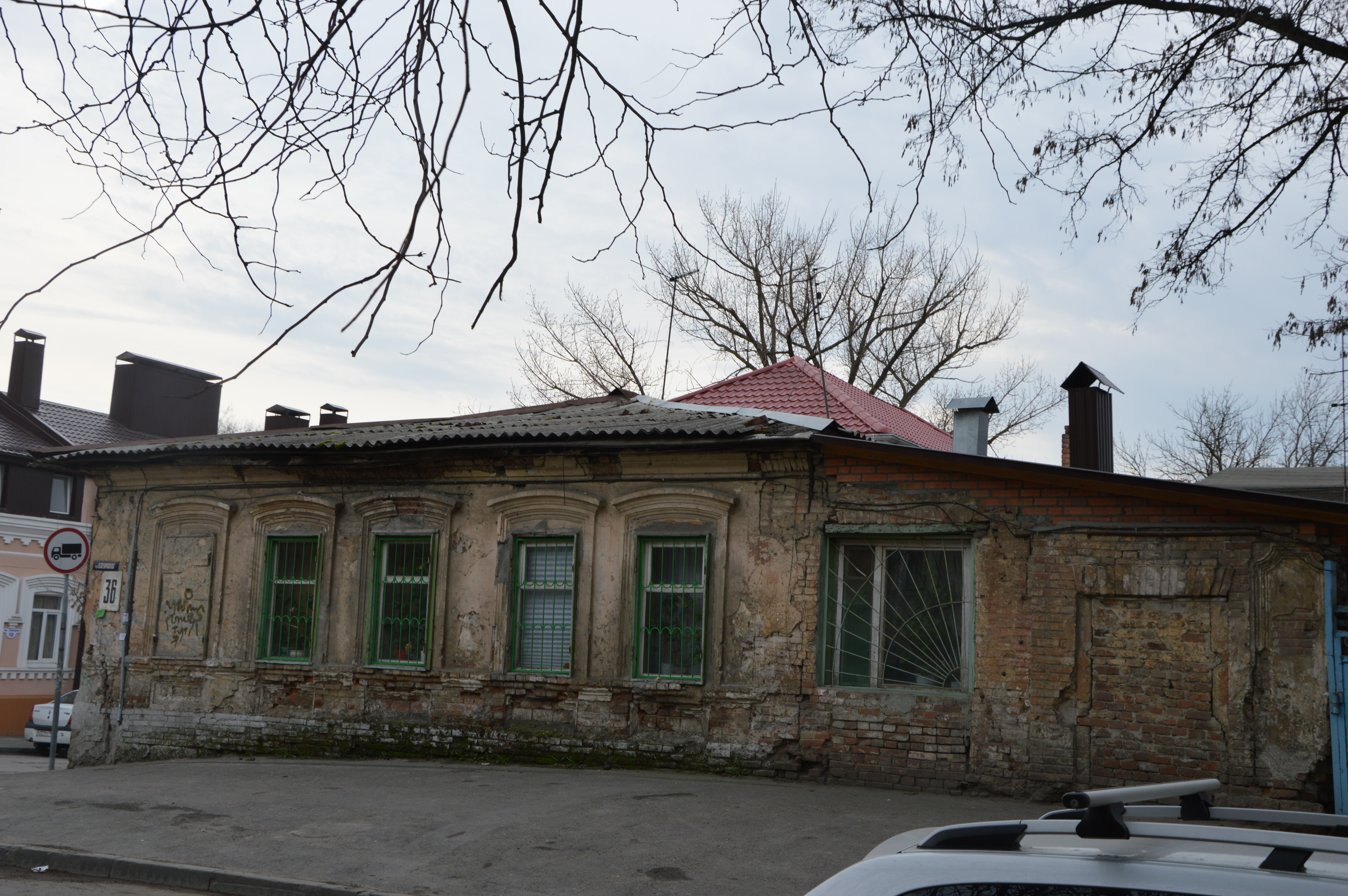
Жилой дом № 36
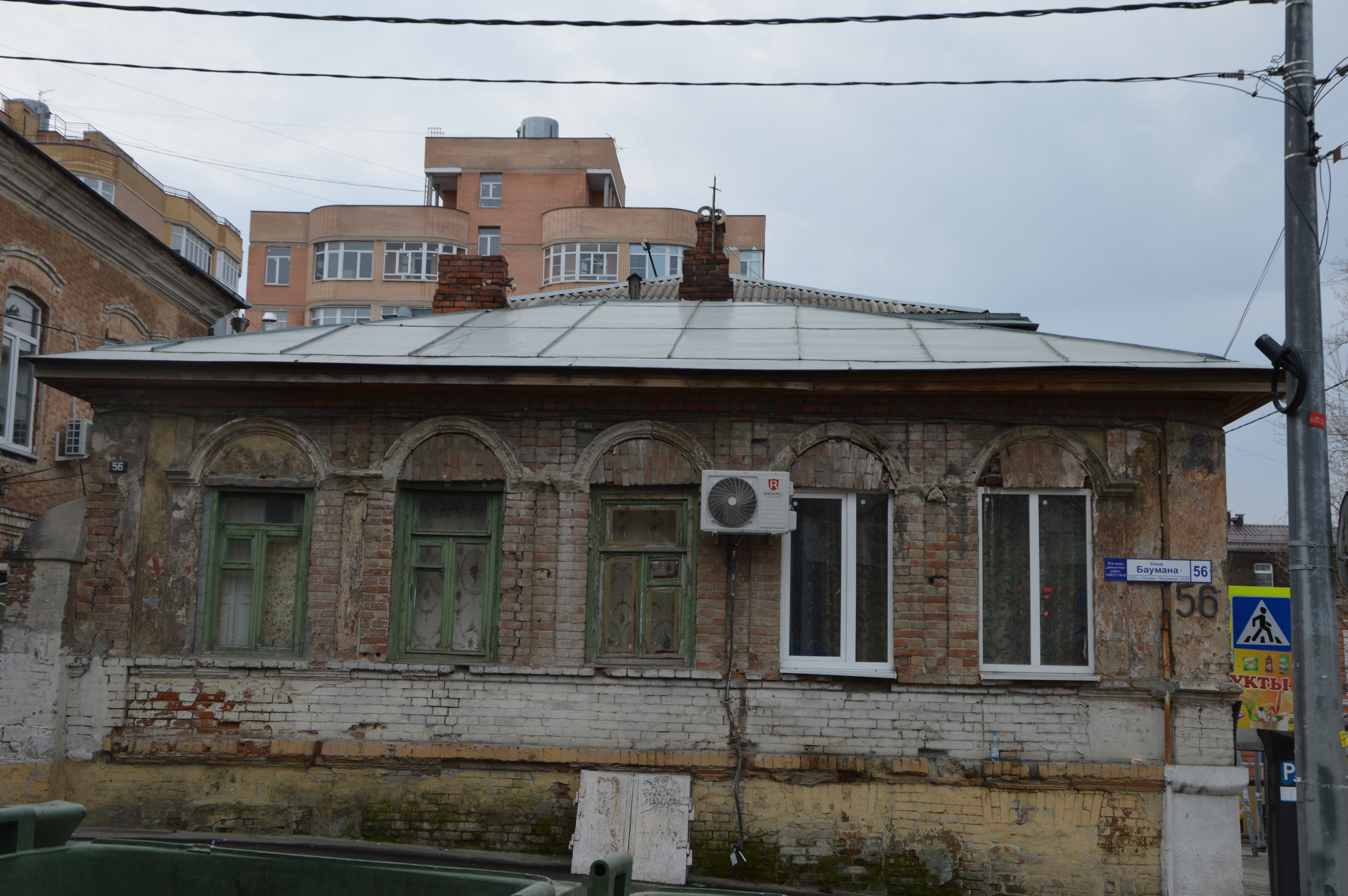
Жилой дом № 56